# Kabupaten de Sukoharjo
Le kabupaten de Sukoharjo, en indonésien Kabupaten Sukoharjo, est un kabupaten d'Indonésie situé dans la province de Java central.

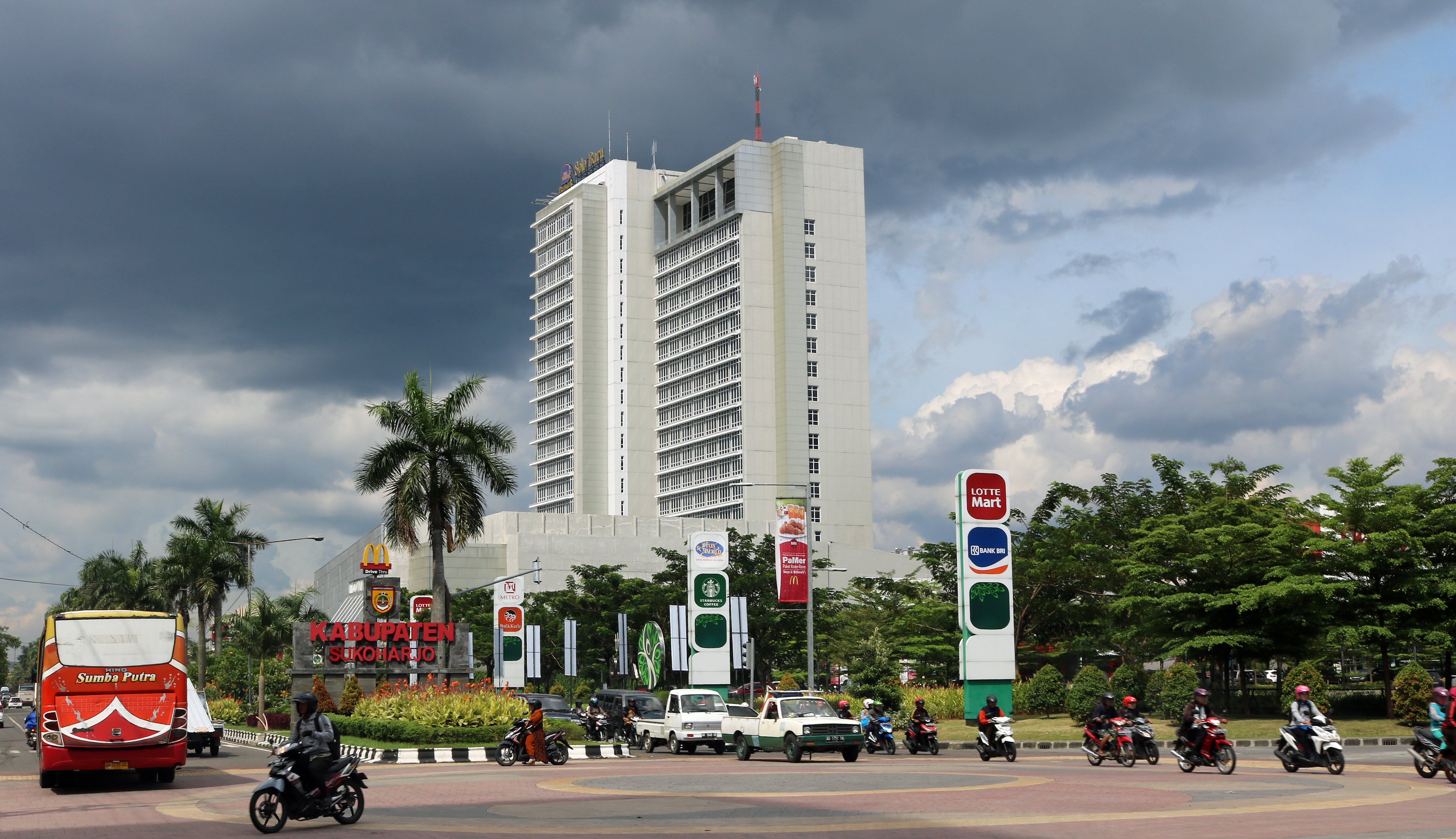
Un panneau marquant l'entrée de la 'Regency'